# Stefan Müller-Altermatt

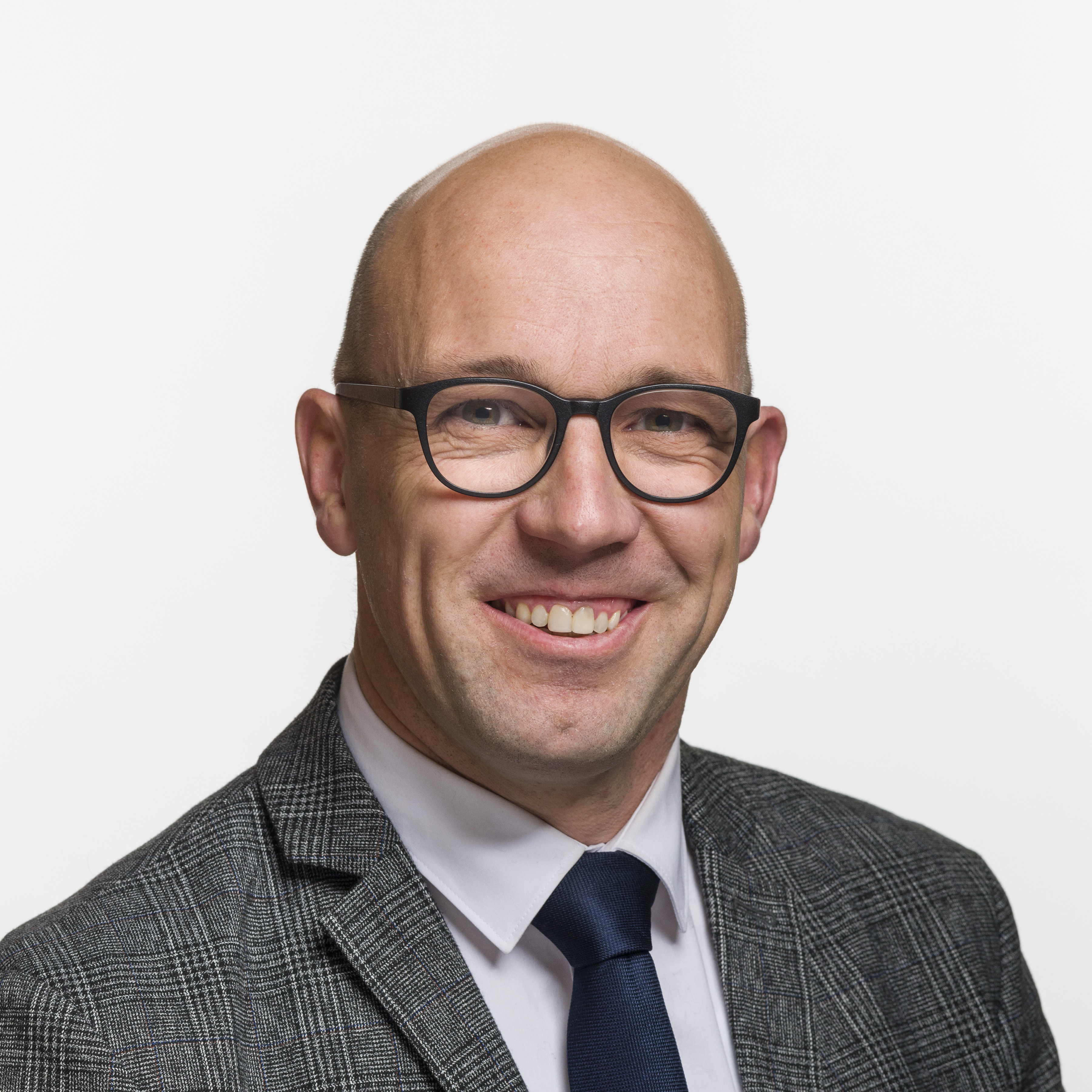
Stefan Müller-Altermatt (2019)

Stefan Müller-Altermatt (* 17. Juni 1976 in Langenthal; heimatberechtigt in Murgenthal) ist ein Schweizer Politiker (Die Mitte, vormals CVP).

## Leben
Müller-Altermatt studierte Biologie an der Universität Basel. Er promovierte 2006 zum Dr. phil. Er ist Präsident des Netzwerks Schweizer Pärke. Von 2015 bis 2020 war er Präsident des Personalverbands Transfair.

## Politik
2005 wurde er in den Kantonsrat (Legislative) des Kantons Solothurn gewählt. Seit 2009 ist er Gemeindepräsident von Herbetswil. Er ist Präsident der Parteigruppe Die Mitte – Christlich-Soziale (diese trug von 2018 bis zur Anfang 2021 erfolgten Fusion der CVP mit der BDP zur Partei Die Mitte den Namen Christlichsoziale Vereinigung Schweiz, davor Christlichsoziale Partei).
Bei den Parlamentswahlen 2003 kandidierte Müller-Altermatt für den Nationalrat auf der Liste der Jungen CVP. 2007 wurde er für die CVP zum 1. Ersatzmitglied für den Nationalrat und 2011 in den Nationalrat gewählt. Er hat Einsitz in der Kommission für Umwelt, Raumplanung und Energie (2013–2015 Vizepräsident, 2015–2017 Präsident), der Begnadigungs- und der Geschäftsprüfungskommission und ist Präsident der parlamentarischen Gruppe «Musik», Co-Präsident der Gruppen «Biodiversität und Artenschutz» sowie «Kreislaufwirtschaft» und Vizepräsident der Gruppe «Erneuerbare Energien».

## Privates
Stefan Müller-Altermatt lebt in Herbetswil, ist verheiratet und hat fünf Kinder.